# Бугаєнко Ігор Никонович
І́гор Ни́конович Бугає́нко (нар. 3 січня 1939, Стави) — український живописець і мистецтвознавець; слен Спілки журналістів України з 1966 року та Спілки радянських художників України з 1976 року. Заслужений діяч мистецтв України з 2000 року.

## Життєпис
Народився 3 січня 1939 року в селі Ставах (нині Обухівський район Київської області, Україна). З 1961 по 1964 рік працював у редакції газети «Патріот Батьківщини». 1967 року закінчив Український поліграфічний інститут імені Івана Федорова.
Протягом 1965—1980 років працював у видавництві «Мистецтво»; у 1981—1987 роках обіймав посаду відповідального секретаря Київської організації Спілки художників України; у 1988—1991 роках очолював відділ програм і оргроботи Українського фонду культури; у 1991—1992 роках обіймав посади заступника директора, головного редактора Акціонерного товариства «Обереги»; з 1993 року — відповідального секретаря, заступника голови Київської організації Спілки художників України.
Мешкає у Києві в будинку на вулиці Володимира Винниченка, № 14.

## Творчість
Працює у галузі станкового живопису (пише пейзажі, натюрморти). Серед робіт:
- «Чорнобривці» (1983);
- «Спомин дитинства» (1983);
- «Місячна ніч» (1983);
- «Натюрморт з лимонами» (1984);
- «Бузок» (1984);
- «Кримський пейзаж» (1985);
- «Півонії» (1987);
- «Літо» 1989);
- «Навесні» (1994);
- «Натюрморт з раками» (1997);
- «Півники» (1999);
- «Натюрморт з волошками» (2001).

Бере участь у художніх виставках з 1994 року.

Автор мистецтвознавчих праць:
- «Гравюри Володимира Куткіна» (1967);
- «Микола Глущенко» (1973);
- «Михайло Романишин» (1979);
- «Василь Непийпиво» (1986);
- «Тетяна Яблонська» (1991);
- «Василь» Гурін (1999).

Також автор дослідження «Шлях до України — шлях до істини» (1995); художньо-технічного оформлення низки видань; низки статей до Енциклопедії сучасної України.